# Serge Dyot
Serge Dyot (ur. 20 stycznia 1960) – francuski judoka. Olimpijczyk z Los Angeles 1984, gdzie zajął siódme miejsce w wadze lekkiej.
Wicemistrz świata w 1981, piąty w 1985. Srebrny medalista mistrzostw Europy w 1984; piąty w 1982, a także mistrz w drużynie w 1982. Wygrał wojskowe MŚ w 1981 i 1982 roku.
Jego brat Christian Dyot, również był judoką i olimpijczykiem z Moskwy 1980.

## Letnie Igrzyska Olimpijskie 1984
| Konkurencja | Eliminacje         | Repasaże                  | Repasaże                | Klas. końcowa |
| Konkurencja | Przeciwnik I       | Przeciwnik I              | Przeciwnik II           | Miejsce       |
| ----------- | ------------------ | ------------------------- | ----------------------- | ------------- |
| 71 kg       | Ezio Gamba (ITA) P | Johannes Wohlwend (LIE) Z | Glenn Beauchamp (CAN) P | 7.            |